# Église d'Hausjärvi
L'église d'Hausjärvi (en finnois : Hausjärven kirkko) est une église luthérienne située à  Hausjärvi en Finlande,.

## Description
L'église conçue par Martti Tolpo est terminée en 1789.
Le retable peint par Robert Wilhelm Ekman représente la résurrection de Jésus.